# Mortara
Pour les articles homonymes, voir Mortara (homonymie).
Mortara (français : Mortare) est une commune italienne de la province de Pavie, dans la région Lombardie. C'est la principale ville de la Lomelline.

## Géographie

### Hameaux
Afficiati, Casoni Sant'Albino, Cason dei Peri, Cattanea, Guallina, Medaglia, Molino di Faenza, Santa Maria Novella.

### Communes limitrophes
Albonese, Castello d'Agogna, Ceretto Lomellina, Cergnago, Gambolò, Nicorvo, Olevano di Lomellina, Parona, Tromello, Vigevano.

## Histoire
1658 : siège de Mortare auquel participent les régiments de Sault et de Gramont-liégeois.

## Administration
| Période                                  | Période | Identité | Étiquette | Qualité |
| ---------------------------------------- | ------- | -------- | --------- | ------- |
|                                          |         |          |           |         |
| Les données manquantes sont à compléter. |         |          |           |         |

## Personnalités liées à la commune

### Naissance dans la commune
- Bernardino Lanino (1512-1583), peintre de la Haute Renaissance.
- Luigi Mazzini (1883-1967), général.
- Barbara (peintre) (1915-2002), peintre futuriste.

### Mort dans la commune
- Eriprando Visconti (1932-1995), cinéaste.